# Валлисвиль-бай-Нидербипп
Валлисвиль-бай-Нидербип (нем. Walliswil bei Niederbipp) — коммуна в Швейцарии, в кантоне Берн. 
Входит в состав округа Ванген. Население составляет 234 человека (на 31 декабря 2006 года). Официальный код — 0990.